# Henri Courseaux
Henri Courseaux (Creil, 1º marzo 1944) è un attore, doppiatore e cantante francese.

## Filmografia

### Cinema
- L'Étrangleur - regia di Paul Vecchiali (1972)
- Perché mamma ti manda solo? - regia di Richard Balducci (1972)
- Le Soldat Laforêt - regia di Guy Cavagnac (1972)
- Laisse-moi rêver - regia di Robert Ménégoz (1973)
- La femme en bleu - regia di Michel Deville (1973)
- Femmes Femmes - regia di Paul Vecchiali (1974)
- Moi, fleur bleue - regia di Éric Le Hung (1977)
- L'Horoscope - regia di Jean Girault (1978)
- Tous vedettes ! - regia di Michel Lang (1980)
- On n'est pas des anges... elles non plus - regia di Michel Lang (1981)
- L'Eté de nos quinze ans - regia di Marcel Jullian (1983)
- Ça va pas être triste - regia di Pierre Sisser (1983)
- Le téléphone sonne toujours deux fois - regia di Jean-Pierre Vergne (1985)
- Bonjour l'angoisse - regia di Pierre Tchernia (1988)
- Les Trois Frères - regia di Didier Bourdon (1995)
- Super agente speciale - regia di Kevin Alyn Elders (1999)
- L'Extraterrestre - regia di Didier Bourdon (2000)
- Les Âmes grises - regia di Yves Angelo (2004)

### Televisione
- Rendez-vous à Badenberg - serie TV (1970)
- Molière pour rire et pour pleurer - serie TV (1973)
- Le Boulanger de Suresnes - serie TV (1981)
- La pelle di zigrino - film TV - regia di Alain Berliner (2010)
- La Dernière Campagne - film TV - regia di Bernard Stora (2013)
- Kim Kong - miniserie TV (2017)

## Doppiaggio

### Serie televisive d'animazione
- Vari in Sampei (1991)
- Vari in Insuperabili X-Men (1994)
- Herbert Garrison in South Park (1998-2010)
- Padre di Arnold (Episodio 68) in Hey, Arnold! (2000)
- Squiddi Tentacolo e Squilliam Fancyson in SpongeBob (2002-2010)

### Film d'animazione
- Ferdinand in Tom & Jerry - Il film (1994)
- ? in We're Back! - 4 dinosauri a New York (1994)
- Mr. Soli in A Bug's Life - Megaminimondo (1999)
- Herbert Garrison e Ned Gerblansky in South Park - Il film: più grosso, più lungo & tutto intero (1999)
- Squiddi Tentacolo in SpongeBob - Il film (2005)

## Discografia
- La vie, la vie, la vie (2005)
- Ma foi, je doute (2009)